# Characidae
Characidae (haracidi), porodica slatkovodnih riba iz reda Characiformes. Sastoji se od preko 140 rodova s preko 1060 vrsta. Nijedna zasada poznata vrsta ne živi ni u slanim ni u bočatom vodama. Raširene su po slatkim vodama Teksasa, Meksika, Srednje i Južne Amerike. 
Mnoge vrste iz ove porodice drže se po akvarijima.

## Potporodice
- Agoniatinae,
- Aphyocharacinae,
- Bryconinae,
- Characinae,
- Cheirodontinae,
- Clupeacharacinae,
- Glandulocaudinae,
- Iguanodectinae,
- Rhoadsiinae,
- Serrasalminae,
- Stethaprioninae
- Tetragonopterinae

Izvori za potporodice

## Rodovi
1. Acanthocharax
2. Acestrocephalus
3. Acinocheirodon
4. Acrobrycon
5. Amazonspinther
6. Aphyocharacidium
7. Aphyocharax
8. Aphyocheirodon
9. Aphyodite
10. Argopleura
11. Astyanacinus
12. Astyanax
13. Atopomesus
14. Attonitus
15. Aulixidens
16. Axelrodia
17. Bario
18. Boehlkea
19. Brachychalcinus
20. Bramocharax
21. Brittanichthys
22. Bryconacidnus
23. Bryconadenos
24. Bryconamericus
25. Bryconella
26. Bryconexodon
27. Caiapobrycon
28. Carlana
29. Ceratobranchia
30. Chalceus
31. Charax
32. Cheirodon
33. Cheirodontops
34. Chrysobrycon
35. Compsura
36. Coptobrycon
37. Corynopoma
38. Creagrutus
39. Ctenobrycon
40. Ctenocheirodon
41. Cyanocharax
42. Cynopotamus
43. Dectobrycon
44. Deuterodon
45. Diapoma
46. Ectrepopterus
47. Erythrocharax
48. Exodon
49. Galeocharax
50. Genycharax
51. Gephyrocharax
52. Glandulocauda
53. Gnathocharax
54. Grundulus
55. Gymnocharacinus
56. Gymnocorymbus
57. Gymnotichthys
58. Hasemania
59. Hemibrycon
60. Hemigrammus
61. Heterocharax
62. Heterocheirodon
63. Hollandichthys
64. Hoplocharax
65. Hyphessobrycon
66. Hypobrycon
67. Hysteronotus
68. Inpaichthys
69. Iotabrycon
70. Jupiaba
71. Knodus
72. Kolpotocheirodon
73. Landonia
74. Lepidocharax
75. Leptagoniates
76. Leptobrycon
77. Lonchogenys
78. Lophiobrycon
79. Macropsobrycon
80. Markiana
81. Microgenys
82. Microschemobrycon
83. Mimagoniates
84. Mixobrycon
85. Moenkhausia
86. Monotocheirodon
87. Myxiops
88. Nanocheirodon
89. Nantis
90. Nematobrycon
91. Nematocharax
92. Odontostilbe
93. Odontostoechus
94. Oligobrycon
95. Oligosarcus
96. Orthospinus
97. Othonocheirodus
98. Oxybrycon
99. Paracheirodon
100. Paragoniates
101. Parapristella
102. Parastremma
103. Parecbasis
104. Petitella
105. Phallobrycon
106. Phenacobrycon
107. Phenacogaster
108. Phenagoniates
109. Piabarchus
110. Piabina
111. Planaltina
112. Poptella
113. Priocharax
114. Prionobrama
115. Pristella
116. Probolodus
117. Prodontocharax
118. Psellogrammus
119. Pseudochalceus
120. Pseudocheirodon
121. Pseudocorynopoma
122. Pterobrycon
123. Ptychocharax
124. Rachoviscus
125. Rhinobrycon
126. Rhinopetitia
127. Rhoadsia
128. Roeboexodon
129. Roeboides
130. Saccoderma
131. Schultzites
132. Scissor
133. Scopaeocharax
134. Serrabrycon
135. Serrapinnus
136. Spintherobolus
137. Stethaprion
138. Stichonodon
139. Stygichthys
140. Tetragonopterus
141. Thayeria
142. Thrissobrycon
143. Trochilocharax
144. Tucanoichthys
145. Tyttobrycon
146. Tyttocharax
147. Xenagoniates
148. Xenurobrycon